# 貓咪咖啡廳2～奧客觀察日記～
《貓咪咖啡廳2～奧客觀察日記～》，是由STORIA所製作的模擬經營手机游戏，遊戲於2019年4月26日在Android和iOS平台發布。遊戲同系列前作為《貓咪咖啡廳 ～奧客防衛大作戰～》。小漫畫則由LINO負責創作連載。

## 遊戲內容
遊戲中，玩家需扮演店長與服務生們一同經營店面，並透過點擊獲取金幣，解鎖不一樣的佈景和客人，或者是雇用服務生來協助經營店面。玩家在經營店面的過程中除了客人和小動物外，也會出現喜歡提出奇怪要求，被稱為「漚客」的客人，遇到漚客的時候玩家可以使用武力驅趕、口才說服的方式驅逐漚客，當然如果這兩項能力鍛鍊還不夠的話，就只能向漚客低頭道歉，另外，漚客也會隨著店面等級的提升而變得更難應付。玩家可以與服務生一同培養感情，感情培養到一定程度時，就可以觸發服務生的個人專屬劇情。主線內容中，店長的外甥女「小熙」會出現在咖啡廳，在遇上各種形形色色的漚客後，她就將研究漚客作為暑假的課題，所有第一次出現的客人或漚客都會記錄在小熙的筆記（圖鑑）中，玩家在經營店面的同時，也必須幫助小熙收集全部的圖鑑。
本作有與其他ACGN作品合作，並讓合作的作品角色在遊戲中客串，目前合作的遊戲有《境界之詩 Tactic》、《終端少女》、《花落冬陽》、《迷路國度：傳承》、《倪亞的戀丹工坊》、《我滿懷青春的有病》。

## 角色
小熙
年齡：11歲／個性：早熟、認真／喜歡的飲料：熱巧克力
店長的外甥女，因為父母出國旅行而將女兒小熙寄放在咖啡廳。小熙在店內一邊幫忙一邊在觀察研究形形色色的客人或漚客，以便完成暑假的課題。嚮往成熟的大人，不喜歡被當作小孩子看待，常常賭氣挑戰做出超越自己能力的事，不易信任於他人，喜歡觀察人群，對一切事物充滿好奇。
楊心甯
年齡：20歲／個性：溫柔親切／喜歡的飲料：焦糖瑪奇朵
店長的直屬學妹，經過長期的相處後擁有不錯的合作默契，並成為咖啡廳的招牌店員以及不可或缺的幫手，其熟練的工作效率是小熙的憧憬對象。楊心甯也是遊戲的前作《貓咪咖啡廳～奧客防衛大作戰～》的角色之一。
吳思涵
年齡：17歲／個性：冷淡、不擅長找話題／喜歡的飲料：無糖綠茶
主動來咖啡廳應徵，興趣是旅行，希望能夠在店中賺取旅遊資金。個性冷淡，知道自己很難和他人相處便索性與之保持距離。喜歡可愛的東西，尤其對小孩子沒有抵抗力。
玲玲
年齡：11歲／個性：好勝、孩子氣／喜歡的飲料：蜂蜜檸檬
追著小熙來到咖啡廳的女孩，宣稱是小熙的宿敵，個性好勝傲嬌但害怕寂寞，若是輸給小熙就會哭泣。餐具只要來到她手中都會無意間被摔碎，店長認定為她是受到詛咒的女孩。

## 外部連結
- 《貓咪咖啡廳2～奧客觀察日記～》製作商 Storia的Facebook粉絲專頁